# Nahariya
Nahariya (Nahariyya) (Hebraisk: נַהֲרִיָּה) er en af Israels mest behagelige badebyer beliggende ca. 10 km. syd for grænsen til Libanon. 
Byen blev grundlagt i 1934 som et landbrugssamfund af tyske jøder. Det er en by med liv både dag og nat, mange restauranter og cafeer, gode badestrande og masser af muligheder for søsport. Nahariya er et populært sted at holde hvedebrødsdage for nygifte i Israel. FN-observatører, der holder øje med Sydlibanon, bor normalt her.
Nahariya har i dag ca. 50.000 indbyggere.